# Strzelanina w Hanau
Strzelanina w Hanau – strzelaniny, do których doszło 19 lutego 2020 w dwóch barach w mieście Hanau, w Niemczech. W dwóch atakach zginęło 11 osób, a 6 osób odniosło obrażenia.

## Przebieg
Strzelaniny wydarzyły się po godz. 22:00 czasu lokalnego (UTC+01:00) – pierwsza masakra wydarzyła się w barze z fajkami wodnymi gdy zamachowiec wszedł do budynku i zastrzelił 3 osoby, a 1 ranił. W kolejnej strzelaninie w takim samym lokalu w dzielnicy Kesselstadt zginęło 6 osób, a 4 następne zostały ranne. W obydwu lokalach przebywało dużo osób pochodzenia tureckiego i kurdyjskiego, które najwyraźniej były celem zamachowca.
Podejrzanego sprawcę znaleziono martwego w domu w Hanau. W mieszkaniu znaleziono też zwłoki jego matki, którą zastrzelił przed atakiem.

## Sprawca
Sprawcą strzelaniny był 43-letni Tobias Rathjen, mieszkaniec Hanau. W internecie publikował treści i filmy o charakterze neonazistowskim. Przed atakiem nagrał film zaadresowany do Amerykanów na którym twierdził, że Stany Zjednoczone są kontrolowane przez bliżej nieznaną organizację, a także że na terenie tego kraju istnieją bazy, w których krzywdzone są dzieci. Również przed atakiem napisał w internecie 24-stronicowy manifest, w którym odniósł się do Donalda Trumpa, wyraził swoją wiarę w to, że inne rasy chcą zniszczyć cywilizację zachodnią i określił się jako incela, wyrażając swoją frustrację z powodu braku życia seksualnego. Nawoływał w nim do masowych zabójstw osób pochodzenia arabskiego, tureckiego i północnoafrykańskiego, ponadto na jednym z barów wymalował tuż przed atakiem graffiti, które było linkiem do jego strony internetowej, na której umieścił manifest.